# Dvě ulity
Dvě ulity (anglicky Two Shells, také známá jako Shells) je černobílá fotografie pořízená americkým fotografem Edwardem Westonem v roce 1927. Byla součástí série obsahující 26 fotografií mořských mušlí z téhož roku, včetně slavného Westonova Nautila.

## Historie a popis
Weston se začal zajímat o lastury nautilů poté, co se setkal s malířkou Henriettou Shoreovou, která je malovala již dlouhou dobu, a dokonce jimi měla i vyzdobený svůj ateliér. Weston do svého deníku napsal: „Myslím, že Chambered Nautilus má jednu z nejúžasnějších forem, nemluvě o barvě a struktuře, v přírodě. Do ulit mě inspirovala malba Henrietty (...) Její vliv, neboli stimulaci, nevidím jen v námětu ulit, je to v celé mé pozdní práci – v banánech a aktech.“
Pro tento obrázek se Weston rozhodl dát dohromady dvě různé ulity. Pracoval ve svém ateliéru v Glendale v Kalifornii, kde umístil lasturu nautila na lasturu mušle, na povrch, který se jeví jako poloreflexní, s tmavým pozadím. Zdá se, že spojení dvou ulit vytváří nový jedinečný výtvor, zdánlivě sochařskou abstraktní formu umění. Web Galerie Tate uvádí: "Zdá se, že jejich křivky splývají do jedné abstraktní formy, i když v horní části kompozice se lastura nautila zakřivuje dopředu, což dává celkovému tvaru organickou kvalitu podobnou mořskému koníkovi. Spodní část formy je také zakřivená a povrch, na kterém spočívá, je mírně konvexní, takže tvar ulity vypadá nejistě vyvážený."
Holden Luntz uvádí, že „Snímkem Dvě ulity Weston demonstruje, jak má fotografie schopnost zachytit podstatu subjektu. Jakmile je snímek pořízen, dílo žije podle svých vlastních podmínek; fotografie již není pouze reprezentací objektu; se stává zkoumáním myšlenek. Weston zkoumal formy a organické složení mušlí a zároveň vytvořil intimní a odvážnou vizi. (...) Ve svém čistém, nefalšovaném podání zachycuje Weston skutečný zázrak přírody."
Weston se v té době stával zastáncem přímé fotografie a současný obraz se svým přímočarým a ostrým zobrazením dokonale ilustruje jeho víru v plný potenciál fotografie jako umělecké formy.

## Trh s uměním
Tisk této fotografie byl v dubnu 2013 v aukci Sotheby’s New York prodán za 533 000 amerických dolarů.

## Veřejné sbírky
Tisky této fotografie jsou v Tate Gallery v Londýně, v Muzeu J. Paula Gettyho v Los Angeles, v Muzeu výtvarných umění v Houstonu, v Sanfranciském muzeu moderního umění, Nelson-Atkins Museum of Art v Kansas City a v Kongresové knihovně ve Washingtonu DC.